# Cayla George
Cayla George (Mount Backer, 1 de maio de 1989) é uma basquetebolista profissional australiana.

## Carreira
George integrou a Seleção Australiana de Basquetebol Feminino, nos Jogos Olímpicos de Rio 2016, terminando na quinta posição. Nos Jogos Olímpicos de Verão de 2024, em Paris, conquistou a medalha de bronze no torneio feminino do basquetebol, após vencer confronto contra a equipe belga por 85–81 na decisão do terceiro lugar.